# Shawn Graham
Shawn Michael Graham (22 de febrero de 1968) es un político canadiense.
Es el Primer ministro de Nuevo Brunswick entre 2006 y 2010, y jefe de Asociación liberal del Nuevo Brunswick. Hizo cara al primer ministro Progresivo-conservador Bernard Lord durante la elección provincial de 2006. El 18 de septiembre de 2006, se eligió Primer ministro de Nuevo Brunswick; se juró con su consejo de ministros el 3 de octubre de 2006. Se hizo jefe de un Gobierno mayoritario después haber llevarse el más grande número de escaños en la Asamblea legislative del Nuevo Brunswick (a pesar haber llevarse una parte más pequeña del voto popular). Su victoria sobre Lord pareció más probable a unas días del escrutinio.

## Biografía
Shawn Graham nació en Rexton, Nuevo Brunswick. Es hijo de Alan Robert Graham et de Connie Graham.
Obtuvo un Título de grado en Educación Física a la Universidad de Nuevo Brunswick en 1991, y luego un Título en Educación a Universidad San Tomás en 1993. Estudió un programa de inmersión en lengua francesa a universidad canadiense en Francia durante un año.
- Datos: Q368427
- Multimedia: Shawn Graham / Q368427